# Кэрри (фильм, 1976)
«Кэ́рри» (англ. Carrie) — американский фильм ужасов о сверхъестественном 1976 года режиссёра Брайана Де Пальмы, повествующий о старшекласснице, мстящей своим обидчикам с помощью телекинеза и пирокинеза. Снят по одноимённому роману 1974 года; первая экранизация прозы Стивена Кинга и одна из немногих, снятых в 1970-х.

## Сюжет
Кэрри Уайт (Сисси Спейсек) страдает и в школе, и дома. В школе — от насмешек и издевательств одноклассников, дома — от строгости и фанатизма своей матери Маргарет, набожной пуританки. Незадолго до выпускного после урока физкультуры у Кэрри начинаются первые месячные прямо в душевой женской раздевалки. Поскольку дома Маргарет никогда не говорила с дочерью о подобном, Кэрри оказалась неподготовленной к физиологическим изменениям организма: она пугается и пытается получить помощь у одноклассниц. Однако в ответ над ней смеются, отталкивают и закидывают тампаксами. Подоспевшая преподаватель физкультуры мисс Коллинз (Бетти Бакли) вступается за Кэрри и добивается наказания для девочек выпускного класса.
Одна из них, Сью Снелл, красивая девочка, бывшая главной претенденткой на звание королевы выпускного бала, раскаивается в своей жестокости к Кэрри, отказавшись идти на бал, и в добровольно-принудительном порядке просит своего парня Томми Росса пригласить туда Кэрри вместо неё.
Дома Кэрри пытается поговорить с матерью, но Маргарет отвечает на жалобы дочери отповедью.
Кэрри была незаурядная девушкой: ещё в детские годы у неё начали проявляться сверхъестественные способности к телекинезу. Однако Маргарет избегала контактировать с реальностью и разбираться с поведением Кэрри. Из-за странного поведения Кэрри, из-за отчуждённости и нелюдимости её матери, Уайты почти ни с кем не общались.
Неожиданное приглашение Томми Росса на выпускной бал было воспринято Кэрри с воодушевлением. Несмотря на протесты и проклятия матери, она шьёт себе платье и настаивает на том, чтобы идти на бал. Платье, общество самого популярного мальчика в школе и внимание преображают Кэрри — она выглядит восхитительно и по праву собирает комплименты.
Однако она не знает, что в отместку за наказание одна из школьных оторв Крис Харгенсен, подговорила друзей подтасовать результаты голосования, чтобы Кэрри выбрали королевой бала. Это понадобилось ей для того, чтобы сыграть злую шутку над Кэрри. Крис Харгенсен вместе со своим дружком Билли Ноланом подготовила ведро свиной крови и, тайно поставив его на деревянных балках потолка, опрокидывает содержимое на Кэрри как раз в тот самый момент, когда происходит «коронация» девушки.
Томми погибает — его убило упавшее ведро. Облитая кровью Кэрри, увидев смеющиеся над ней лица, испытывает ужас и гнев.
В результате происходит резкий всплеск телекинетических способностей девушки: силой мысли она закрывает все двери в спортзал, в котором проходит школьный бал, и включает пожарный гидрант, который заливает всех ледяной водой, что приводит к коротким замыканиям, пожару, движению предметов. Практически все собравшиеся — и виновные в заговоре и насмешках, и невиновные — погибают.
Кэрри выходит на улицу и идёт домой. Крис и Билли пытаются сбить её, но Кэрри переворачивает несущийся на неё автомобиль, и молодые люди погибают.
Дома Кэрри встречает Маргарет, дошедшую в своём фанатизме до решения убить «одержимую» дочь. Она ранит Кэрри ножом в спину и сбрасывает с лестницы. Однако страх Кэрри защищает её от Маргарет, и мать погибает, пронзённая ножами. Когда Кэрри осознаёт, что она сотворила, это приводит к обрушению дома, под обломками которого остаются погребены и мать, и дочь.
Спустя некоторое время Сью, единственную выжившую выпускницу школы, продолжают мучить кошмары с участием Кэрри.

## В ролях
| Актёр                  | Роль           |
| ---------------------- | -------------- |
| Сисси Спэйсек          | Кэрри Уайт     |
| Пайпер Лори            | Маргарет Уайт  |
| Бетти Бакли            | мисс Коллинз   |
| Эми Ирвинг (кинодебют) | Сью Снелл      |
| Уильям Кэтт            | Томми Росс     |
| Нэнси Аллен            | Крис Харгенсен |
| Джон Траволта          | Билли Нолан    |
| Пи Джей Соулс          | Норма Уотсон   |
| Присцилла Пойнтер      | миссис Снелл   |
| Эди МакКлёрг           | Хелен Шайрс    |
| Сидни Лэссик           | мистер Фромм   |

Помимо исполнения роли учительницы физкультуры, Бетти Бакли также озвучила мальчика на велосипеде и спела песню, которая звучит за кадром, когда Кэрри и Томми решают, за кого они будут голосовать. Впоследствии она играла Маргарет Уайт в провальном бродвейском мюзикле «Кэрри» (1988).

## Производство
Идя на прослушивание, Сисси Спейсек намазала себе волосы вазелином и какое-то время не мыла лицо. На ней была одежда морячки, причём швами наружу. Принять участие в прослушивании ей посоветовал муж, Джек Фиск, который принял участие в работе над лентой в качестве художника-постановщика. В этом качестве он также работал над всеми фильмами своего приятеля Дэвида Линча.
Брайан Де Пальма вёл кастинг одновременно с Джорджем Лукасом, который набирал актёров для «Звёздных войн», вследствие чего какие-то актёры, которые в конечном итоге были утверждены на роли в «Кэрри», изначально приходили пробоваться на роли в «Звёздные войны» и наоборот. Так, Эми Ирвинг (Сью Снелл) пробовалась на роль принцессы Леи, а Уильям Кэтт (Томми Росс) — на роль Люка Скайуокера. В роли принцессы Леи режиссёр Лукас первоначально видел Сисси Спэйсек, однако потом заменил её на Кэрри Фишер, которая изначально пришла пробоваться на роль Кэрри. Очень широко распространён миф, что Спейсек и Фишер поменяли местами после того, как Фишер отказалась снимать обнажённой во вступительной сцене — сама Фишер категорически это отрицала.
В качестве Бейтсской средней школы (Бейтс-Хай), где учится Кэрри, в фильме представлена средняя школа Пьер-Авеню (Пьер-Авеню-Джуниор-Хай), расположенная в калифорнийском городе Хермоза-Бич. Съёмки кульминационного эпизода, в котором Кэрри обливают свиной кровью, заняли целых две недели. Будучи сторонницей подлинности во всём, Сисси Спейсек настаивала на том, чтобы её облили настоящей кровью. Однако до такого перфекционизма создатели фильма всё-таки не дошли; вместо крови использована краска. Правда, рука, хватающая Сью Снелл из могилы, — это действительно рука Сисси Спейсек. Перфекционистка Спейсек настояла на том, чтобы в землю закопали её саму, а не дублёршу, как предлагал режиссёр.
Эффект головокружения в сцене танца Кэрри и Томми был достигнут следующим образом: актёры находились на платформе, которая вращалась в одном направлении, в то время как камера вращалась в противоположную сторону. Во время съёмок сцены, в которой пожарный шланг убивает Норму Уотсон, актриса Пи Джей Соулз на самом деле потеряла сознание, так как водяная струя чудовищного давления порвала ей барабанные перепонки.
Сценарий фильма был написан Лоуренсом Д. Коэном. Первоначальный вариант был близок к книге, но затем в него пришлось внести кучу изменений, большая часть которых была элементарно вызвана нехваткой бюджета. Сценарий предписывал, чтобы дом Уайтов был погребён под градом камней (похожий эпизод был в книге). Создатели фильма провели ночь в неудачных попытках реалистично изобразить это. Когда настал рассвет, они решили заменить град огнём. И, тем не менее, кое-какие моменты от начальной задумки всё же остались. Когда демонстрируются кадры с обрушивающимся потолком, то видно, что в нём образуются дыры так, будто сквозь него летят камни. По этой же причине из фильма была исключена уже снятая начальная сцена из детства Кэрри, которая есть в книге.

## Критика
Фильм Де Пальмы был радушно принят мейнстримной кинокритикой и имел огромный успех в прокате. Роджер Эберт, например, похвалил создателей фильма за то, что они пробуждают в зрителях сочувствие к главной героине, и что «кровопускание» не является для них самоцелью: ужасы словно порождены самой природой персонажей и их отношениями друг с другом. В киносправочнике allmovie подмечено, что мир Кэрри представлен как серпентарий, где наибольшим ядом наделены девушки из состоятельных семейств, а все парни — не более, чем марионетки в их руках. В киносправочнике Time Out обращается внимание на неожиданный контраст сентиментальной романтики с кровавыми ужасами; главная героиня — «Золушка, разодетая для бойни». В плане стиля образцами для режиссёра могли служить «Американские граффити» (романтические сцены) и «Изгоняющий дьявола» (сцены ужасов).
Некоторые критики видят «Кэрри» в менее радужном свете. Например, Дэйв Кер пишет, что режиссёр явно переборщил, бестолково вывалив на экран все формальные приёмы, каким его научили в киношколе: здесь и замедленная съёмка, и съёмка задом-наперёд, и непрерывные планы, и нерезкость фокуса, и сегментация экрана.

## Влияние на культуру
На момент публикации «Кэрри» и выхода экранизации не существовало какого-либо специального термина для обозначения сверхъестественной способности главной героини поджигать что-либо взглядом. Через 6 лет, в 1980, на волне популярности романа и фильма Стивен Кинг опубликовал повесть «Воспламеняющая взглядом», где главной героиней стала девочка с аналогичной способностью. Специально для этого произведения автор придумал термин «пирокинез»; таким образом было дано определение и сверхъестественной способности Кэрри. Спустя некоторое время этот термин прочно вошёл в обиход писателей-фантастов и теперь постоянно используется во множестве фантастических романов и фильмов, обрастая различными подробностями.